# Antonio Soler Ramos
Antonio Francisco Javier José Soler y Ramos, conocido también como Padre Antonio Soler (bautizado en Olot, Gerona, 3 de diciembre de 1729-San Lorenzo de El Escorial, 20 de diciembre de 1783) fue un compositor, clavecinista, organista y musicólogo español del barroco tardío y principios del clasicismo. Es conocido por haber hecho una importante contribución al repertorio de música para teclado y al concierto barroco con sus quintetos, sus conciertos para órgano y sus conciertos para violín y viola.
Es considerado uno de los más importantes representantes de la escuela de música para teclado del siglo XVIII, corriente impulsada en España por Domenico Scarlatti.

## Biografía
De madre natural de Daroca (Zaragoza) y padre natural de Porrera (Tarragona). El padre, Antonio Soler, formaba parte de la banda de música del Regimiento de Numancia, por lo que el hijo debió hacer sus primeras experiencias en la música con el padre. En 1736, a los seis años, entró en la Escolanía de Montserrat donde comenzó sus estudios de música y órgano, al igual que haría el guitarrista y compositor español Fernando Sor. En la Escolanía estudió con el maestro Benito Esteve y el organista Benito Valls. En 1744 se convirtió en el organista y a la vez subdiácono de la catedral de Santa María de Urgel. Más tarde ingresó como monje en la Orden de San Jerónimo y finalmente se consagraría como sacerdote en torno a 1758 —razón por la que se le conoce como el "Padre Soler", ya que la fecha exacta no se conoce con exactitud.
Una vez consagrado fue nombrado maestro de capilla de la catedral de Lérida, hasta que se trasladó a San Lorenzo de El Escorial, donde ocupó el cargo de organista y director del coro en el Monasterio de El Escorial, y pasó a formar íntegramente parte de su comunidad de jerónimos. Aquí enseñó y actuó como primer organista, componiendo la música para los oficios.
En el monasterio continuó sus sonatas para clave, además de incursionar en otros géneros como el concierto, obras para órgano, villancicos y música sacra, incluyendo importantes misas.

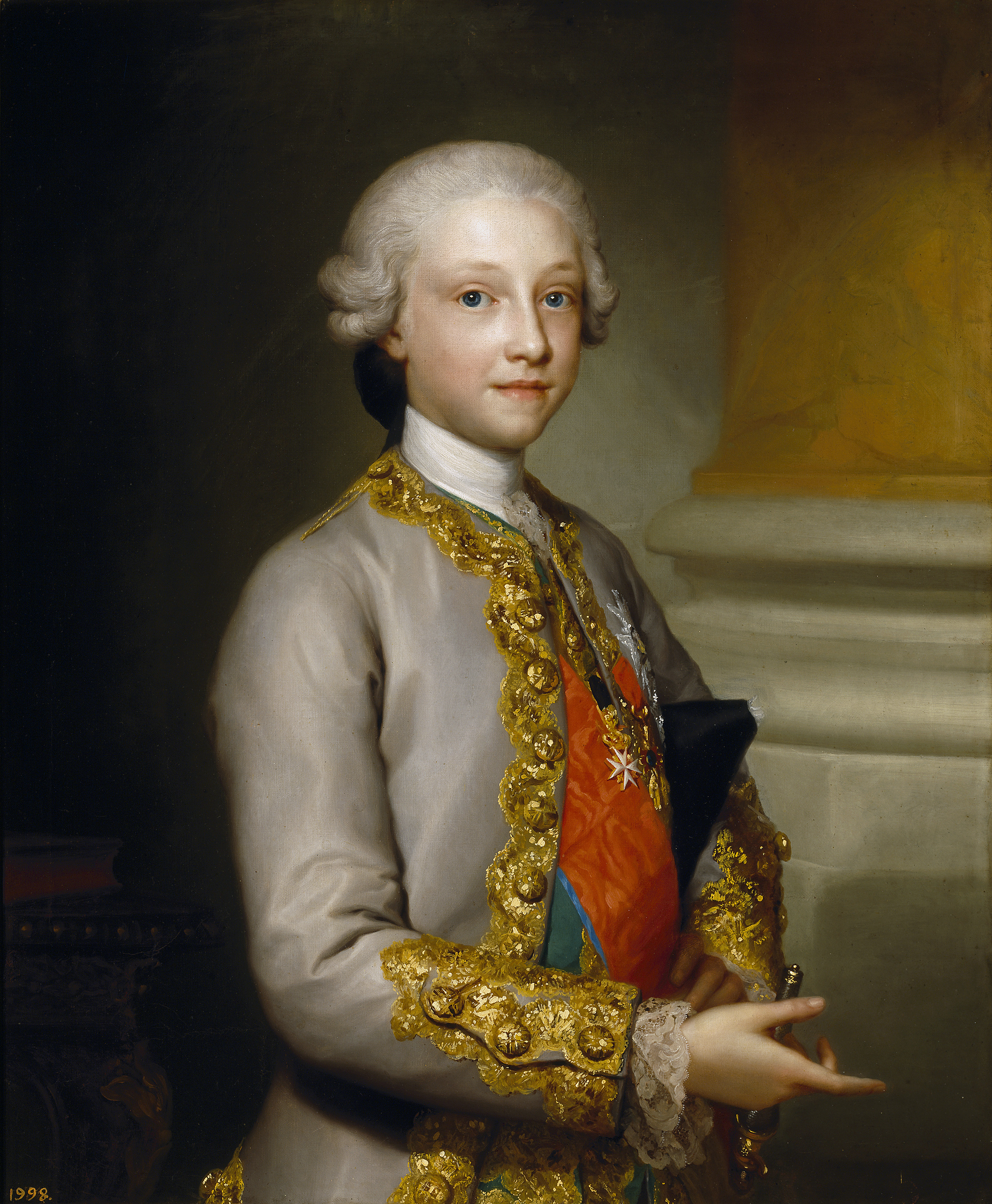
El Infante Don Gabriel de Borbón, destacado alumno del padre Antonio Soler. El compositor llegaría a dedicarle varias sonatas.

Entre sus alumnos destacó el entonces infante Gabriel de Borbón, hijo de Carlos III. Según el testimonio del padre Antonio Soler, el niño era muy capaz y tenía grandes dotes musicales, más tarde le daría varias sonatas para clave compuestas expresamente para él.
Fue en El Escorial donde el padre Antonio Soler estudió con José de Nebra y Domenico Scarlatti. Este último era por aquel entonces compositor de la corte española, por lo que no es de extrañar que en la obra de Soler se encuentren influencias estilísticas. Y si bien se pueden hallar semejanzas significativas en las sonatas para clave de ambos compositores —ambos usaban saltos amplios, poco comunes para la época; cruces repetidos de las manos, pasos escalares en terceras y sextas y el uso de l’acciaccatura—. La influencia de Scarlatti en la obra de Soler marca una base en sus composiciones, base sobre la que iría erigiendo su propio temperamento y espíritu, casi contrario al de Scarlatti, más pasional y más dramático. Incluso en asuntos estilísticos encontramos diferencias sustanciales, como la predilección del Padre por el bajo de Alberti, característica más propia del clasicismo y raramente empleada por Scarlatti. 
Posteriormente a la composición de sus sonatas para clave, Soler incursionó también en la música teatral y la música de cámara, en la que se vislumbra la ausencia de formas italianas, y se encuentra un nuevo estilo más intenso. Gran parte de sus obras escénicas contienen textos de Calderón.
Se le considera un maestro de la música barroca española, su espíritu, carácter y marcada personalidad pintan el paisaje de la música española del siglo XVIII.

## Obra
Además de intérprete de órgano se interesó por su construcción. Destaca su actividad creadora, que podemos dividir en seis apartados:
- Música vocal en latín: siguiendo dos ramas. En primer lugar de estilo polifónico, aunque la mayor parte de la obra vocal religiosa en latín se encuentra en el segundo tipo, el estilo moderno o armónico.

- Música vocal en español: un total de 125 villancicos en los que el principio esencial de su construcción es la formación de una gran forma compuesta de varias partes en las que se hace uso de diferentes recursos compositivos; combina fragmentos corales y solistas, instrumentales y vocales. Suele repetir o secuenciar temas breves como fórmula compositiva. Diferenciamos dos tipos de villancicos en su obra: aquellos interpretados en festividades religiosas del monasterio, emparentados con la estética italiana y más complejos en lo literal y lo musical; y los villancicos de Navidad, contrarios a los anteriores ya que se acercan a las formas populares españolas.

- Música teatral: su finalidad era entretener a los colegiales y seminaristas, por lo que no encontramos influencia italiana sino de nuevo formas españolas. Muchas de sus obras escénicas utilizan textos de Calderón de la Barca.

- Música para tecla: alcanza un puesto de primero orden. Apartándose del lenguaje italiano crea uno esencialmente español, incorporando elementos del folclore español. Emplea en su obra para tecla el lenguaje galante y clásico, sobre el bajo de Alberti, y en el ámbito organístico se desenvuelve como un maestro contrapuntístico.

- Música de cámara: estas piezas se alejan del Barroco y se dirigen al estilo galante. Su obra consta de seis quintetos, compuestos para cuatro cuerdas y un instrumento de tecla, que fueron creados en su madurez (1776). Los 6 conciertos para dos órganos reúnen características semejantes a las de las sonatas para clave, no guardando relación con el polifonismo.

- Como teórico escribió un tratado sobre la armonía titulado Llave de la Modulación y Antigüedades de la Música, publicado por la comunidad jerónima de El Escorial, a la que está dedicado. Se divide en dos partes en las que nos habla de la teoría de la modulación, y reflexiona sobre la creación artística y el significado de las reglas. Esto es lo más novedoso de su obra. En la segunda parte realiza un examen acústico de los intervalos y la escala.

## Discografía seleccionada
Grabaciones de la obra de Soler
- Soler: 8 Sonatas, Fandango. Interpretadas por el clavecinista Nicolau de Figueiredo. Passacaille 943
- Soler: Fandango, 9 Sonatas. Interpretadas por el clavecinista Scott Ross. Erato
- Soler: Fandango & Sonatas. Interpretadas por el clavecinista David Schrader. Cedille 004
- Soler: Harpsichord Sonatas, vol. II. Interpretadas por el clavecinista David Schrader. Cedille 009
- Soler: Sonatas. Interpretadas por el pianista Elena Riu. Ensayo 9818
- Soler: Complete Harpsichord Works.  Interpretadas por Bob van Asperen (12 disks). Astrée
- Soler: Sonatas para piano. Interpretadas por la pianista Alicia de Larrocha. EMI CLASSICS
- Soler: Los 6 Quintetos para clave y cuerda. Interpretadas por el clavecinista Genoveva Gálvez y el cuarteto de cuerdas Agrupación Nacional de Música de Cámara. EMI CLASSICS
- Soler: Sonatas for Harpsichord. Interpretadas por Gilbert Rowland. Naxos Records.
- Soler: Six Concertos for Two Keyboard Instruments.  Interpretados por Kenneth Gilbert y Trevor Pinnock. Archiv Produktion 453171-2
- Soler: Six Concertos for Two Keyboard Instruments.  Interpretados al piano por Anthony Goldstone y Caroline Clemmow. Olympia OCD 636
- Soler: Six Concertos for Two Harpsichords.  Interpretados al clavecín por L'entretien des clavecins: Agustín Álvarez y Eusebio Fernández-Villacañas. Brilliant Classics 95327
- Soler: Six Concertos for Two Organs. Interpretados por Tini Mathot y Ton Koopman.  Warner WEA/Atlantic/Erato ZK45741
- Soler: Seis Conciertos para dos órganos obligados. Interpretados a los órganos de la Catedral Nueva de Salamanca por Peter Hurford (órgano barroco en el lado de la Epístola) y Thomas Trotter (órgano barroco en el lado del Evangelio).  DECCA 436 115-2
- Soler: Six Concertos for Two Organs. Interpretadas por E. Power Biggs (órgano Flentrop a la izquierda) y Daniel Pinkham (órgano Hess a la derecha).  Grabado en el Museo Busch-Reisinger, Universidad de Harvard, 1961. LP: Columbia Masterworks Stereo MS 6208 (biblioteca del Congreso, número de catálogo R60-1383)
- Soler: 19 Sonatas. Interpretadas por Anna Malikova. Classical Records CR-049
- Soler: Keyboard Sonatas and the "Fandango". Interpretadas por Maggie Cole. Virgin Classics
- Soler: 13 Sonatas.  Interpretadas por la pianista Marie-Luise Hinrichs. Warner Classics.
- Padre Soler: Sonates pour Clavier. Interpretadas por el pianista Luis Fernando Pérez. Mirare.
- XII Sonatas del Padre Antonio Soler. Transcritas por Joaquín Nin Castellanos. Interpretadas por Sira Hernández, piano. Solfa RecordingsSR1611210
- Villancicos a San Lorenzo. 6 villancicos a San Lorenzo. Camerata Antonio Soler, Manon Chauvin, Patricia Paz, Miren Astui, Fran Braojos, Enrique Sánchez-Ramos, Coro Padre Antonio Soler, Gustavo Sánchez, Templante (CD), 2017.

Grabaciones de obras de Soler junto con las de otros compositores
- Favourite Spanish Encores. Interpretados por la pianista Alicia de Larrocha con Rafael Frühbeck de Burgos dirigiendo la Royal Philharmonic Orchestra. London/Decca Legends 467687
- Grandes Pianistas Españoles. Interpretado por la pianista Alicia De Larrocha. Rtve 65235
- Piano Español. Interpretado por el pianista Jorge Federico Osorio. Cedille 075
- The Emperor's Fanfare. Interpretado por el organista Michael Murray.
- Soler: Keyboard Sonatas Nos. 1-15. Interpretadas por la pianista Martina Filjak.  Naxos 8.572515